# هوما قريشي
هوما سليم قريشي (ولدت في 28 يوليو 1986) ممثلة سينمائية وعارضة هندية، ترشيحات ثلاثة مرات لجائزة فيلم فير. عرفت بدورها في عدة أعمال سينمائية منها دور «تمارا» في فيلم إيك تي دايان (2013). ظهرت قريشي لأول مرة في فيلمها مع دور مساند في دراما الجريمة المكونة من جزئين لعام عصابات واسيبور 2012. حصلت أدائها في الفيلم على العديد من الترشيحات ، بما في ذلك جائزة فيلم فير لأفضل ظهور لأول مرة وأفضل ممثلة مساعدة.

## وصلات خارجية
- هوما قريشي على موقع IMDb (الإنجليزية)
- هوما قريشي على موقع قاعدة بيانات الأفلام العربية
- هوما قريشي على موقع قاعدة بيانات الفيلم (الإنجليزية)